# Porta Setimiana
Porta Setimiana (em italiano:  Porta Settimiana) é um dos portões na Muralha Aureliana de Roma, Itália, localizado vértice norte de um triângulo formado pelos muros na região do Trastevere, perto do Janículo. É o único portão na muralha na margem direita do Tibre que permanece no local onde foi construído (apesar de restaurações e reconstruções), uma vez que a Porta Portuense foi demolida e a Porta de São Pancrácio foi movida e não é mais parte do traçado da muralha. É a partir da Porta Setimiana que começa a Via della Lungara.

## Etimologia
Há diversas teorias sobre o significado de seu nome. Uma delas é uma referência à sua localização, ao norte do templo de Jano (Septentrio - "norte" - e Ianus - "Jano" - em latim). A mais recente hipótese leva em consideração a possibilidade de o nome ser uma referência a um monumento da época de Sétimo Severo, provavelmente um arco do aqueduto que trazia água para as termas dedicadas ao imperador ou à entrada dos Jardins de Geta (em latim: Horti Getae), os jardins pertencentes ao filho de Sétimo, Públio Septímio Geta, irmão de Caracala e co-imperador por um breve período, ou ainda um portão de fato que dava acesso à região do Trastevere, sem função militar. Neste caso, este portão seria pelo menos sessenta anos anterior à Muralha Aureliana.
Na Idade Média houve uma proliferação de lendas sobre o tema, incluindo uma que contava que Augusto, antes de se tornar imperador, teria composto sete hinos antes de realizar uma visita ao Templo de Jano ("septem Iano laudes").

## História
Uma passagem de Lívio, que não menciona o portão explicitamente, parece indicar que o portão teria sido construído na época da monarquia; porém, na época não havia muros na margem direita do Tibre (o primeiro foi construído em 87 a.C., mas tratava-se apenas de uma fortaleza protegendo a Ponte Sublício, o que torna esta interpretação pouco confiável.
Não há traços ou informações sobre a estrutura original, provavelmente apenas uma poterna. O portão que foi mencionado (de identificação incerta) como ponto de encontro entre Lúcio Cornélio Cina e Caio Mário com seu exército durante a Guerra Social, mas nenhum outro documento o menciona novamente até 1123.
A importante via arterial que corria entre o rio o Janículo, começando na Porta Setimiana, passando pela Porta Santo Spirito até a Basílica de São Pedro (moderna Via della Lungara) era conhecida antigamente como Via Santa por seu importante papel de levar os peregrinos até o túmulo de São Pedro. A rua e o portão são mencionados em alguns documentos que remontam ao século XIV. Depois de uma reforma pelo papa Nicolau V em 1451, o papa Alexandre VI, em 1498, reconstruiu o portão e o ampliou por causa da crescente importância da Via Santa, uma obra que provavelmente exigiu que ele fosse elevado até o nível da rua no século XV e deu-lhe o aspecto atual. Na ocasião, uma inscrição, que fazia referência à Sétimo Severo segundo alguns relatos, se perdeu. Em 1643, durante a construção da Muralha do Janículo pelo papa Urbano VIII, um grande trecho da Muralha Aureliana na margem direita foi demolida e o portão foi incorporado pela nova muralha, perdendo suas funções militares e de controle de tráfego (apesar de sua aparência militar).
A última reforma, realizada pelo papa Pio VI em 1798, manteve a aparência, incluindo as ameias guelfas, uma característica anacrônica para um portão já completamente integrado ao aspecto urbano da região.